# Грейс Ван Диен
Грейс Ван Диен (на английски: Grace Van Dien) е американска актриса и стриймър на Twitch.
Тя е известна с това, че играе ролите на Брук Озмънд в тийнейджърския драматичен сериал Greenhouse Academy на Netflix и на Кейти Кембъл в драматичния сериал The Village на NBC. Също така изиграва ролята на Шарън Тейт в режисирания от Мери Харън филм „Чарли казва“. Става известна с ролята си на Криси Кънингам в сериала „Странни неща“ на Netflix през 2022 г.